# NGC 3399
NGC 3399 é uma galáxia lenticular (S0) localizada na direcção da constelação de Leo. Possui uma declinação de +16° 13' 08" e uma ascensão recta de 10 horas, 49 minutos e 27,6 segundos.
A galáxia NGC 3399 foi descoberta em 1 de Abril de 1864 por Albert Marth.